# Minéralier

Coupe au maître typique d'un minéralier, montrant la disposition des ballasts destinés à renforcer la structure

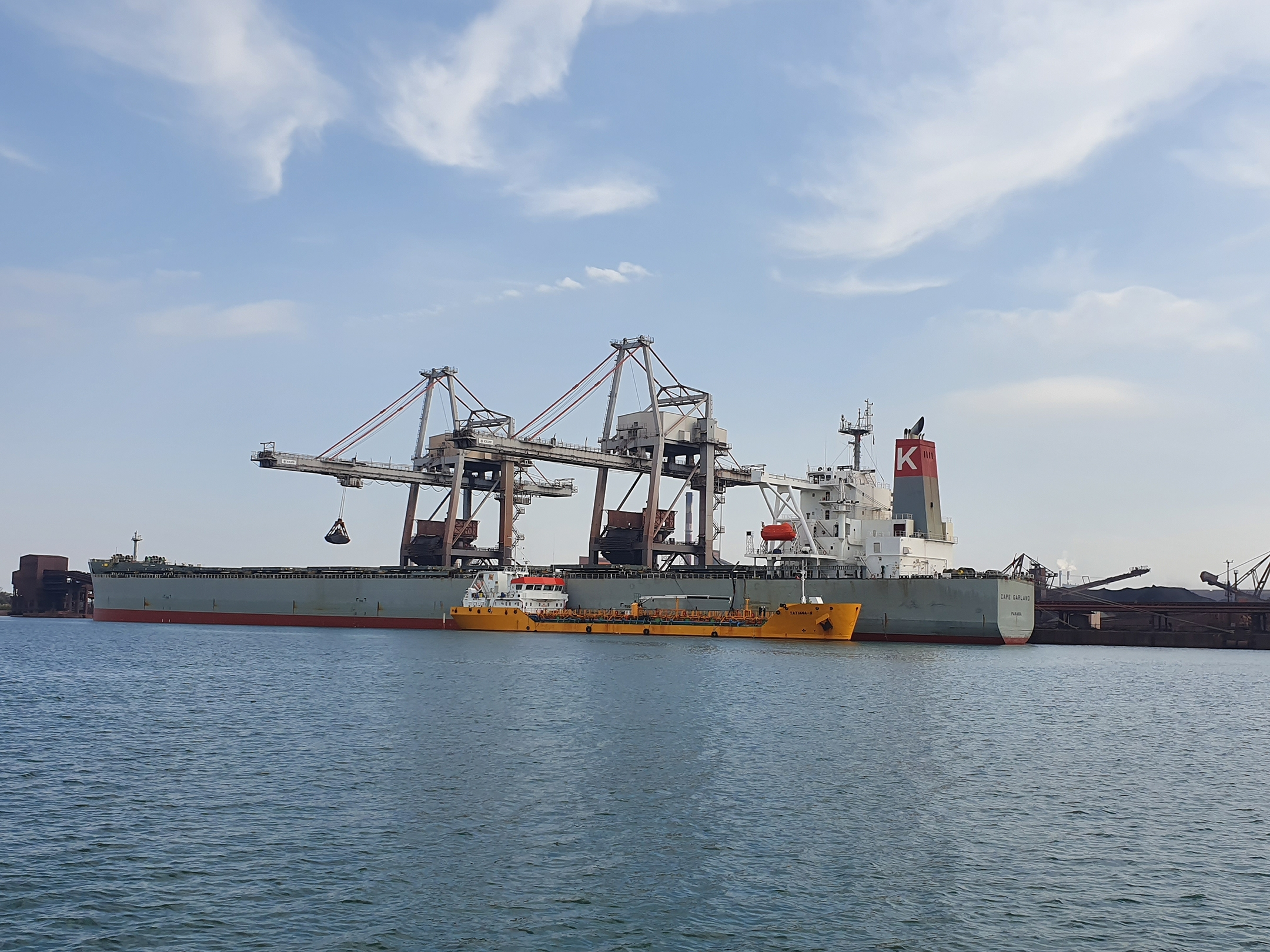
Le Cape Garland, déchargeant du minerai de fer

Un minéralier est un navire destiné à transporter des marchandises lourdes en vrac, en particulier du minerai de fer.
Les minéraliers reprennent la structure générale des vraquiers mais sont spécialement renforcés pour soutenir le poids de leur cargaison : leurs parois sont souvent doublées en ajoutant des ballasts et les renforts sont moins espacés.